# Viaduc des Rochers Noirs
Der Viaduc des Rochers Noirs („Viadukt der Schwarzen Felsen“), auch Viaduc de Roche-Taillade genannt, überspannt seit mehr als einhundert Jahren die Schlucht der  Luzège zwischen den Orten Lapleau und Soursac im Département Corrèze in der französischen Region Nouvelle-Aquitaine. Ursprünglich war sie eine Eisenbahnbrücke der Linie Transcorrézien, die von der ehemaligen Eisenbahngesellschaft Tramways de la Corrèze betrieben wurde.

## Beschreibung
Der Viaduc des Rochers Noirs ist eine Schrägseilbrücke nach dem System Gisclard (französisch Pont suspendu fixe, système Gisclard).
Sie ist insgesamt 158,38 m lang (zwischen den Widerlagern) und 5 m breit. Sie steht in 90 m Höhe über dem Fluss. Ihre Tragseile sind in den felsigen Hängen oberhalb der Brücke rückverankert; der Abstand zwischen den Ankern ist naturgemäß größer.
Die beiden Pylone aus konventionellem Mauerwerk stehen an den steilen Hängen der Schlucht; sie sind auf Fels gegründet und 41,7 m (nordwestlicher Pylon) bzw. 53,7 m (südöstlicher Pylon) hoch. Sie überragen die Fahrbahn um 22,7 m.
Die Brücke hat eine Spannweite von 140 m.
Ihr Tragseilsystem entspricht dem System Gisclard mit sich kreuzenden, bis in die andere Brückenhälfte reichenden Schrägseilen und in regelmäßigen Abständen angeordneten Hängern. Zusätzlich wurden gemäß dem «système Ordish» Seile von Pylon zu Pylon gespannt und durch Hänger mit den Schrägseilen unter ihnen verbunden (Benannt nach dem englischen Ingenieur Rowland Mason Ordish). In dem Tragseilsystem bilden die verschiedenen, an den Kreuzungspunkten fixierten Seilabschnitte jeweils fachwerkartige Verbindungen, die die Steifigkeit bewirken, die für eine Eisenbahnbrücke notwendig ist.

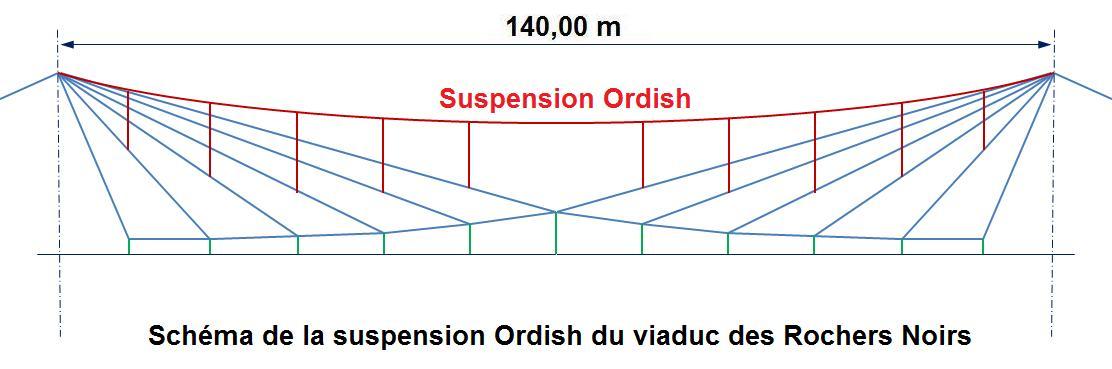
Tragseilschema des Viadukts mit der «Suspension, système Ordish»

Der Fahrbahnträger besteht aus zwei Längsträgern unter den Gleisen und zwei Randträgern, die durch Blechplatten verbunden sind. Die Montage erfolgte, beginnend in der Mitte, mit einem von Arnodin entwickeltem Kabelkran mit einer Spannweite von 172 m, der eine auf den Seilen fahrende Kranbrücke hatte.

## Geschichte
Der Viaduc des Rochers Noirs war nach der Pont de Cassagne die zweite Eisenbahnbrücke, die nach den Ideen und den Patenten von Albert Gisclard (1844–1909) von Ferdinand Arnodin und seinem Mitarbeiter und Schwiegersohn Gaston Leinekugel Le Cocq entworfen und von Arnodins Unternehmen in den Jahren 1911 bis 1913 errichtet wurde. Am 1. August 1913 wurde die Brücke vom damaligen Staatspräsidenten Raymond Poincaré für die Strecke von Tulle nach Ussel eröffnet. Im Jahre 1959 stellte die Gesellschaft den Bahnbetrieb ein und die Brücke wurde zur Straßenbrücke umgebaut. Von 1960 bis 1983 überführte sie die Départementale D89, danach war sie eine reine Fußgängerbrücke. Seit 1996 ist sie als Monument historique unter Denkmalschutz gestellt. Ab 2005 wurde jeglicher Verkehr aus Sicherheitsgründen verboten. Seit 2024 ist sie wieder für den Fußgänger- und Fahrradverkehr geöffnet.

## Galerie

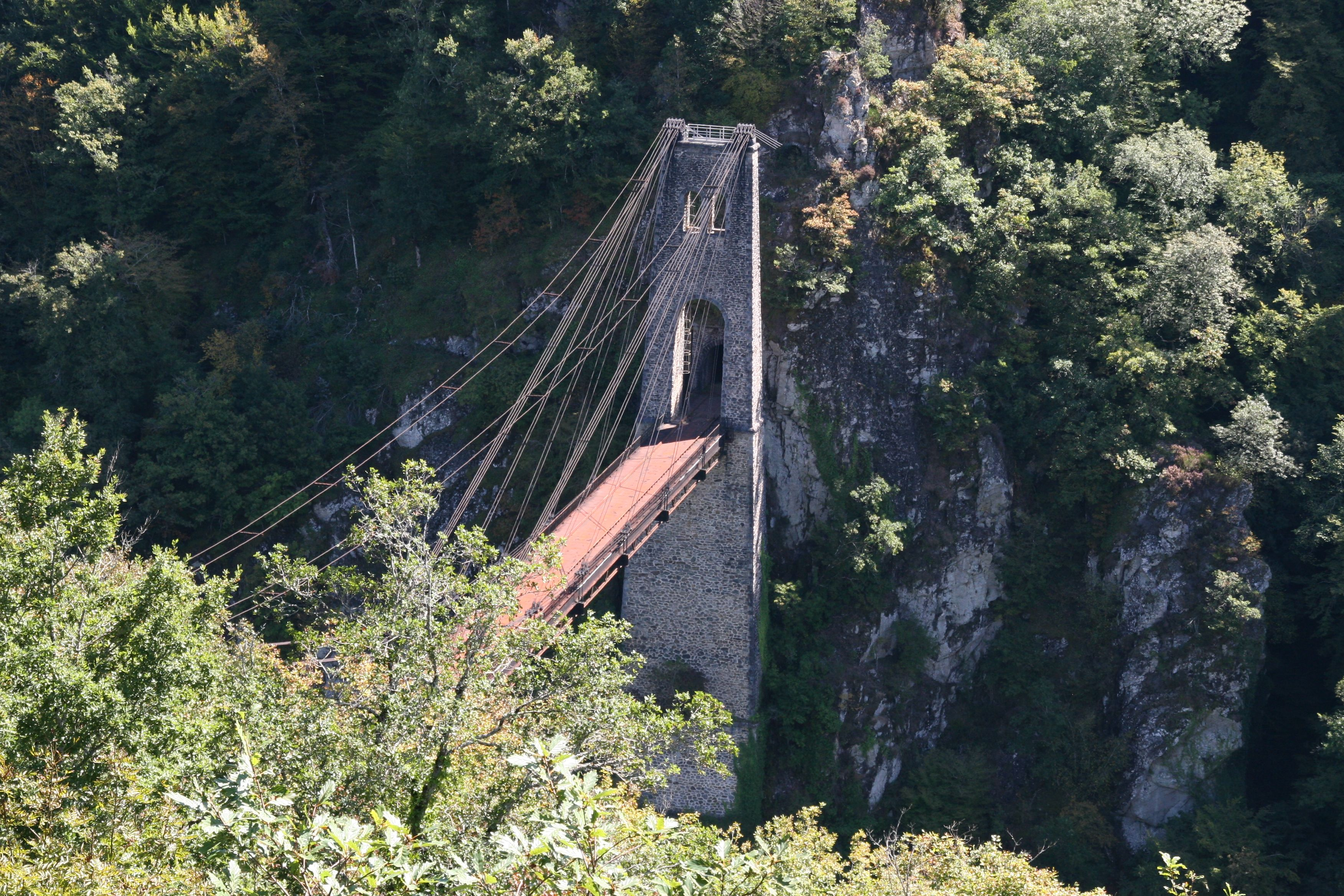
Viaduc des Rochers Noirs
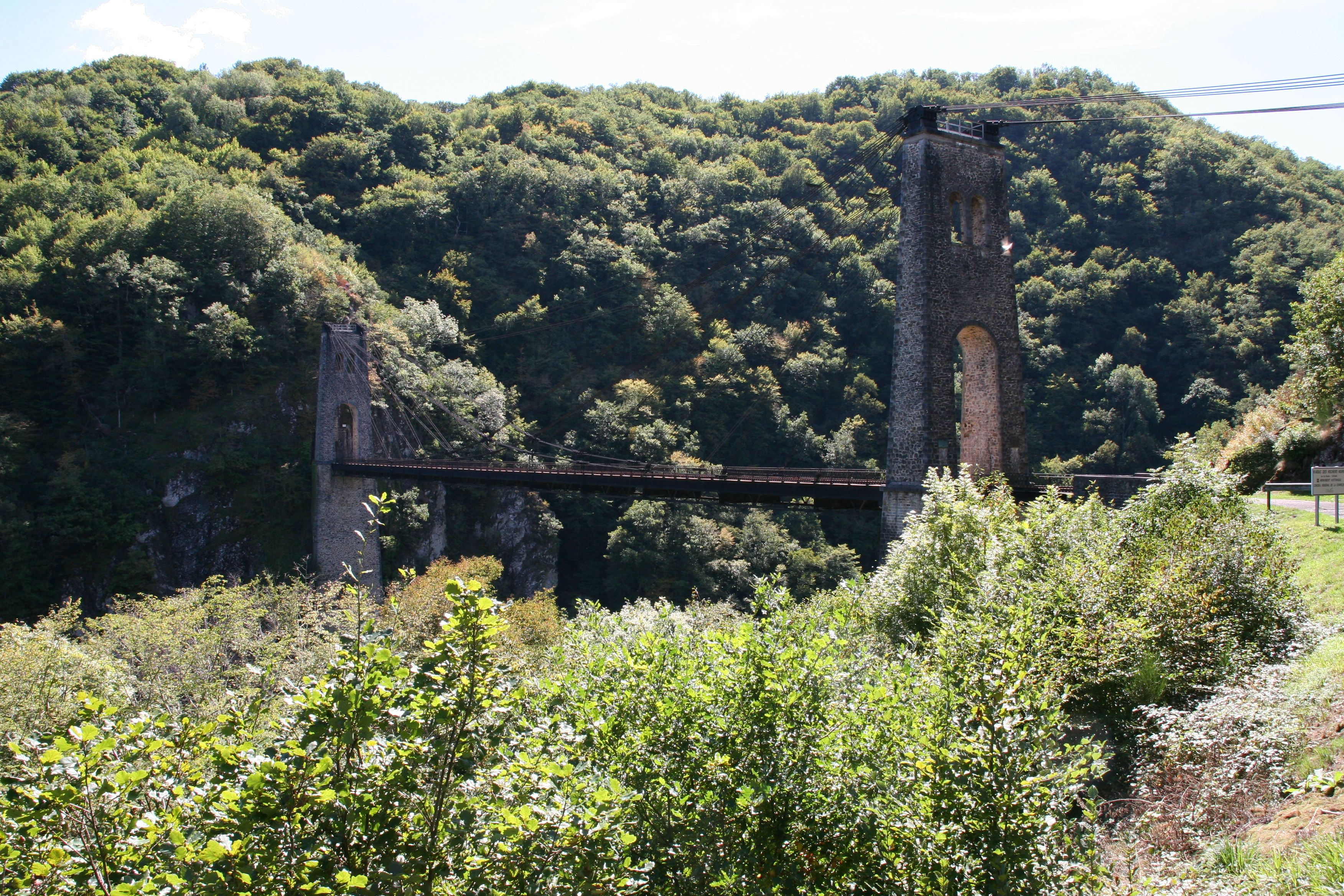
Die Brücke
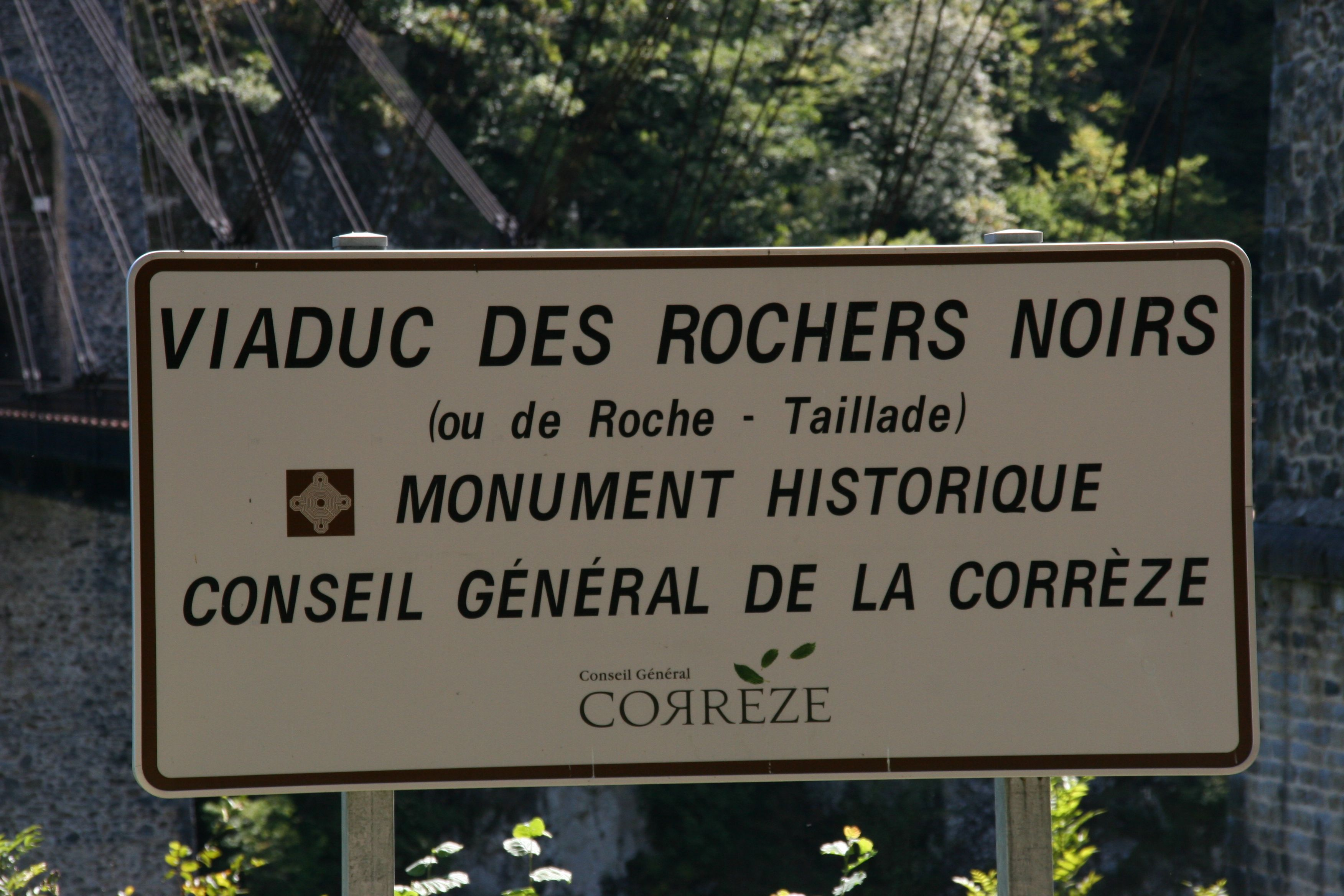
Historisches Monument
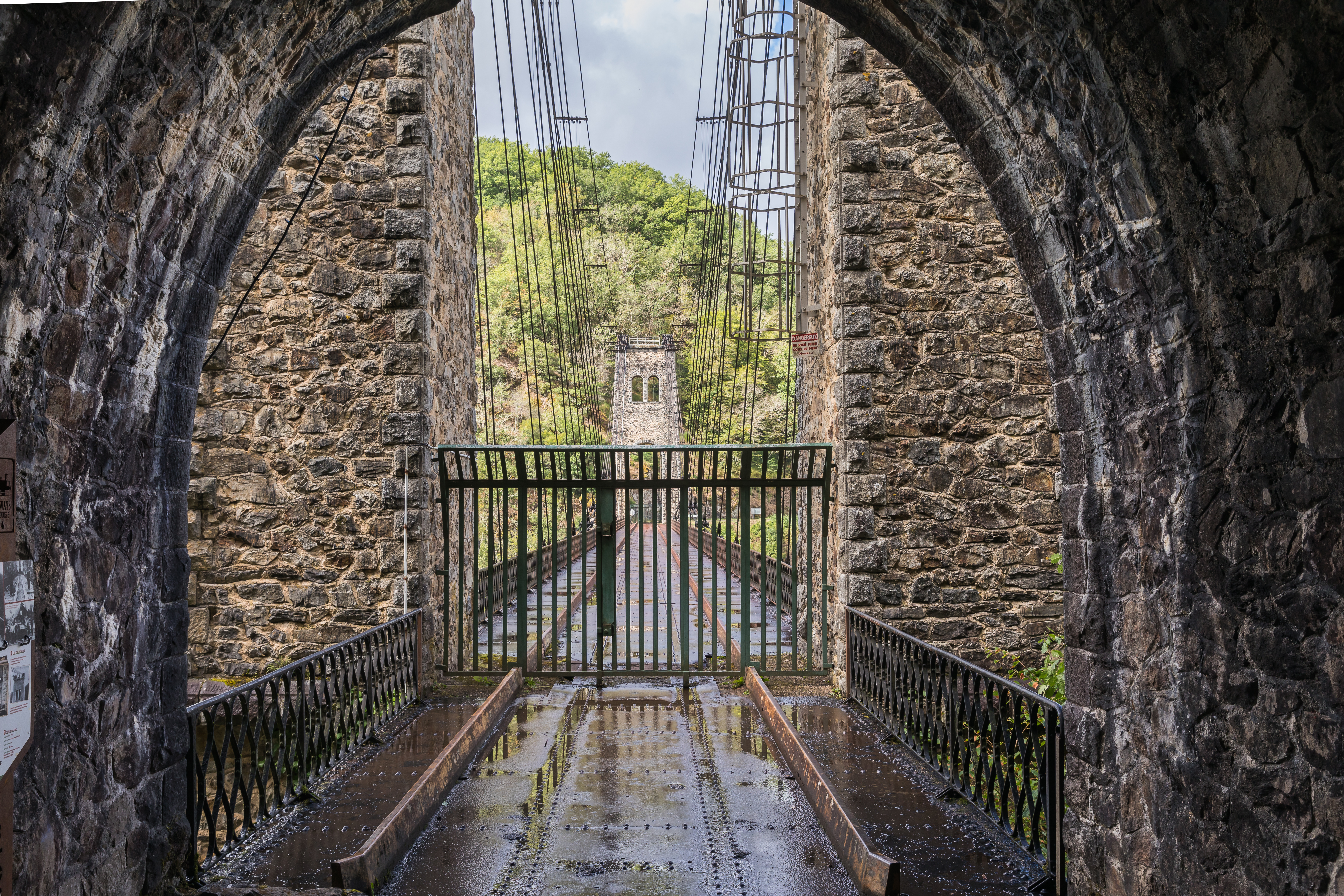
Die gesperrte Brücke
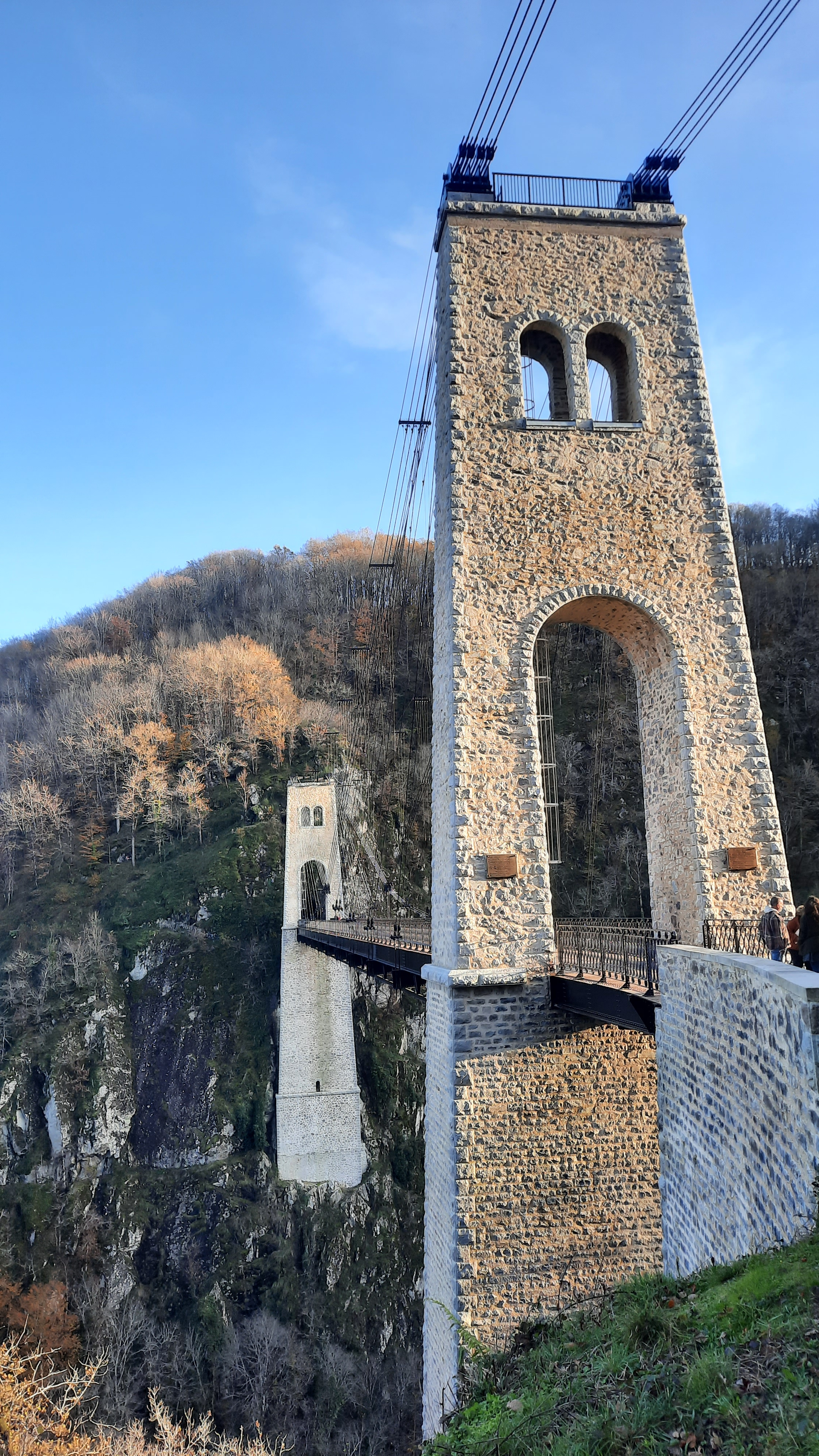
Viaduc des Rochers Noirs im Jahr 2024